# Moonlander (album)
| Recensione  | Giudizio |
| ----------- | -------- |
| Consequence | [ 1 ]    |

Moonlander è il secondo album solista di Stone Gossard, chitarrista ritmico dei Pearl Jam. L'album è stato pubblicato il 25 giugno 2013 dalla Monkeywrench Records.

## Tracce
Tutti i brani sono stati composti da Stone Gossard.
1. I Need Something Different – 3:33
2. Moonlander – 4:57
3. Both Live – 3:36
4. Your Flames – 4:21
5. Battle Cry – 4:34
6. King of the Junkies – 3:35
7. I Don't Want to Go to Bed – 5:07
8. Remain – 3:51
9. Bombs Away – 3:43
10. Witch Doctor – 2:44
11. Beyond Measure - 4:01